# Wilde Rodach
Die Wilde Rodach ist ein linker Nebenfluss (bzw. einer der beiden Quellflüsse) der Rodach im Frankenwald, die im bayerischen Oberfranken verläuft.

## Geographie

### Verlauf
Die Wilde Rodach entspringt in zwei Quellbächen am Südostfuß des Rauhenbergs und fließt gewunden in insgesamt westlicher Richtung. Bei der Einöde Überkehr der Stadt Schwarzenbach am Wald tritt auf dem Nebental der Zegast die Bundesstraße 173 Hof–Bamberg ins Tal und folgt dann dem Gewässer nahe bis zur Mündung in die Rodach bei Erlabrück, einem Gemeindeteil des Marktes Steinwiesen.

### Zuflüsse
Liste einer Auswahl von Zuflüssen vom Ursprung zur Mündung. Länge und Einzugsgebiet, wo dort aufgeführt, nach dem amtlichen Gewässerverzeichnis, sonst auf der amtlichen topographischen Karte abgemessen zumindest die Länge abgemessen und dort die Mündungshöhen abgefragt.
- Stollengrundbächlein, von rechts und Nordosten auf etwa 571 m ü. NHN südöstlich von Schwarzenbach am Wald-Rodeck zuletzt aus dem Amselgrund, ca. 1,7 km
- Ortsgraben, von rechts und Nordosten auf etwa  südwestlich von Rodeck
- Eisenbach, von rechts und Nordosten auf etwa 515 m ü. NHN vor der Dorschenmühle von Schwarzenbach am Wald; ca. 2,0 km; entspringt zwischen Schwarzenbach und dem Döbraberg
- Rosenbach, von rechts und Nordnordosten auf etwa 500 m ü. NHN bei Schwarzenbach-Schwarzenstein, ca. 1,7 km
- Wilder Rodachbach, von links und Südosten auf etwa 470 m ü. NHN nördlich von Presseck-Heinersreuth, ca. 2,4 km
- Pechgraben, von links und Süden auf etwa 466 m ü. NHN nördlich von Heinersreuth, ca. 0,5 km
- Triebersgraben, von links und Südsüdwesten auf etwa 450 m ü. NHN nordöstlich von Presseck-Elbersreuth, ca. 1,1 km
- Zegast, von rechts und Nordosten auf etwa 444 m ü. NHN bei Schwarzenbach-Überkehr, 6,8 km und 9,0 km²
- Thiemitz, von rechts und Nordosten auf etwa 407 m ü. NHN bei Wallenfels-Kleinthiemitz 99, 7,4 km und 15,0 km²
- Lamitz, von rechts und Nordosten auf etwa  400 m ü. NHN bei Wallenfels-Schnappenhammer, 7,8 km und 11,2 km²
- Wellesbach, von rechts und Norden auf etwa 394 m ü. NHN bei Wallenfels-Wellesbach, ca. 4,5 km
- Schwörwitz, von rechts und Nordnordwesten auf etwa  392 m ü. NHN, ca. 2,7 km
- Köstenbach, von links und Südosten auf etwa 387 m ü. NHN vor Wallenfels-Neumühle, 6,7 km und 14,0 km²
- Krebsgraben, von links und Südsüdwesten auf etwa 374 m ü. NHN am Ortanfang von Wallenfels, ca. 1,9 km
- Schöpflbach, von rechts und Nordnordosten auf etwa 372 m ü. NHN im oberen Wallenfels, ca. 1,8 km
- Leutnitz, von rechts und Nordosten auf etwa 357 m ü. NHN am Ortsende von Wallenfels, ca. 3,5 km; zusammen mit längerem rechtem Oberlauf Wilde Leutnitz ca. 6,2 km

### Flusssystem Rodach
- Fließgewässer im Flusssystem Rodach

## Flusshistorie
In früherer Zeit wurde der Fluss für die Flößerei genutzt, auf diese Weise gelangte Holz aus dem Frankenwald bis in die Niederlande. Ausgangspunkt war der Floßteich beim heutigen Gasthof Bischofsmühle.

## Mühlen
Die Wasserkraft der Wilden Rodach treibt zahlreiche Sägewerke (Schneidmühlen) an, so die Dorschenmühle, die Rauschenhammermühle und mehrere in der Stadt Wallenfels.

## Freizeit und Erholung
Alljährlich findet ein Schauflößen zwischen Schnappenhammer und Wallenfels statt. Entlang der Wilden Rodach verläuft die südliche Variante des Rodachwanderweges bzw. Flößerweges des Frankenwaldvereins mit einer Länge von 26 km.